# Gasosaurus
Gasosaurus (лат.) — род хищных тероподных динозавров из группы тетанур, живших во времена среднеюрской эпохи (около 165—160 млн лет назад) на территории нынешней провинции Сычуань в Китае. Включает единственный типовой вид — Gasosaurus constructus. Найденный в тех же слоях теропод Xuanhanosaurus вероятно является крупной особью Gasosaurus, а не отдельным родом.

## Описание
Имел большой череп и сильные задние конечности. Длина 5 метров. Предположительно, был плотоядным. Родовое название Gasosaurus (буквально — «бензиновый ящер») было дано ящеру китайским учёным Дун Чжимином — в честь нефтеперерабатывающей компании Dashanpu, рабочие которой обнаружили ископаемые остатки.

## Классификация
Определенного мнения, к какой группе принадлежит данный динозавр, нет. Разные учёные относили его как к семейству Megalosauridae, так и к целурозаврам. В результате последних исследований Holtz (2004) отнёс его к группе Avetheropoda.